# Nokia Asha 305

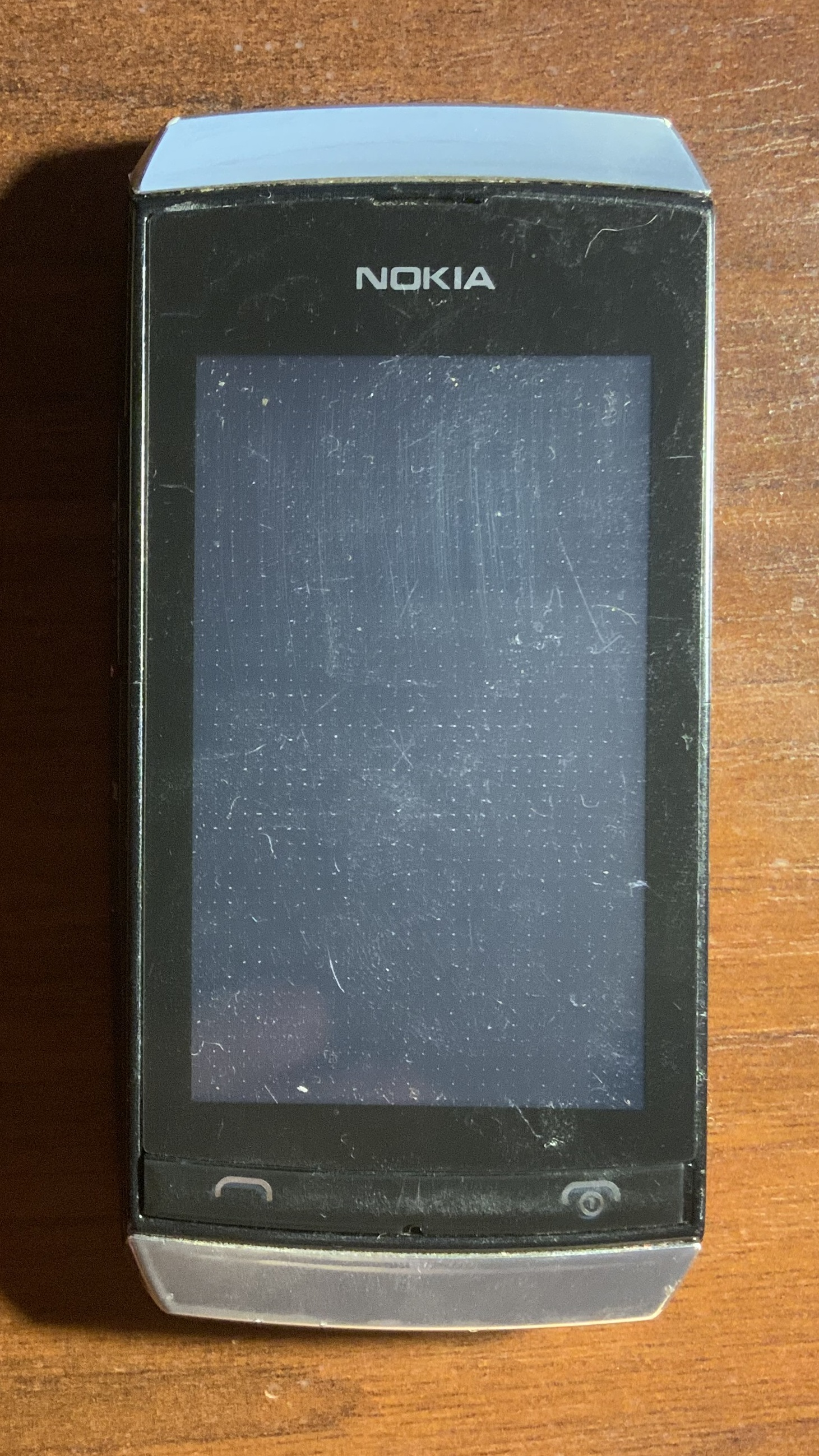
telefon Nokia Asha 305

Nokia Asha 305 este un telefon dual SIM creat de Nokia. A fost anunțat la Bangkok de Nokia împreună cu Asha 306 și Asha 311. Nu are suport 3G și nici cameră secundară.
Are un rocker mare de volum și butonul de blocare, iar sloturile cartelei SIM și slotul cardului microSD sunt plasate pe margine ca să se poate schimba fără restartarea dispozitivul. Acest dispozitiv are atât un port microUSB cât și port standard de 2 mm Nokia pentru încărcarea dispozitivului.
Dispozitivul are un ecran rezistiv touchscreen de 3 inchi. Rezoluția ecranului este de 240 x 320 pixeli și densitatea culorilor este de 155 ppi. Camera are 2 megapixeli care oferă următoarele opțiuni: self-timer, balans de alb, controlul expunerii, efecte și zoom digital. Camera are dimensiunea deschidere de f/2.8 și permite înregistrarea video la rezoluția maximă de 176 x 144 pixeli cu 10 cadre pe secundă.
Are un slot pentru carduri microSD, Bluetooth 2.1, conector microUSB și mufă audio de 3.5 mm.
Nokia Asha 305 se bazează pe noua interfață a Seria 40. Are un meniu vertical ca Android-ul, trei ecrane home glisabile ca MeeGo.
Cumpărătorii de Nokia Asha 305 vor primi 40 de jocuri de la EA și Nokia Browser. În unele țări dispozitivul poate fi instalat serviciile Nokia Maps.
Bateria este de 1100 mAh are un timp de stand-by de 22 de zile și oferă 14 ore de convorbire.